# Ema Majerová
Ema Majerová (* 14. října 1946 Český Krumlov) výtvarnice, redaktorka, grafička, autorka článků.

## Život a dílo
Narodila se v jedné z posledních budov českokrumlovského zámku za Plášťovým mostem před cestou do zámeckých zahrad a do jízdárny. Její tatínek, absolvent lesnické fakulty, sloužil již v páté generaci na panství schwarzenberském v Českém Krumlově. Maminka byla učitelkou v nedaleké obci Větřní. Po přestěhování na Hlubokou nad Vltavou žili nejdříve v bytě někdejšího podkoního nad zámeckou jízdárnou. Po vzniku Alšovy jihočeské galerie, která byla umístěna do jízdárny a do jejich bytu, se přestěhovali do města pod zámkem. Zde prožila dětství. Po základní škole byla přijata na Střední keramickou školu do Bechyně. Mezi jejími spolužáky ve škole byli např. Karel Kryl, Milan Doubrava. Po maturitě v roce 1964 se vdala, narodil se syn. Nastoupila do podniku Jihotvar ve Stráži nad Nežárkou a pak následovala svého muže do Olomouce. Udělala aranžerské zkoušky, složila pedagogické minimum a studovala při zaměstnání čtyři semestry na olomoucké univerzitě obor historie umění a výtvarnou výchovu. Po rozchodu s manželem se vrátila do Českých Budějovic. Pracovala v různých podnicích jako aranžérka, výtvarnice, písmomalířka. Po roce 1989 založila reklamní společnost EM Grafika, připravovala výstavy, výkladní skříně, podklady pro sítotisk i tisk a účelovou grafiku. Spolupracovala s Jihočeským muzeem, Jihočeskou vědeckou knihovnou, Hvězdárnou s planetáriem. Příležitostně graficky upravuje knihy.

### Spolková činnost – Historický spolek Schwarzenberg

Hluboká nad Vltavou, Zámek, oranžerie, jízdárna, zahrada

V roce 1990 byla spolu s MUDr. Janem Rebanem a dalšími osobnostmi z Hluboké nad Vltavou zakladatelkou Historického spolku Schwarzenberg. První Valné hromady spolku se osobně účastnil Karel Schwarzenberg s manželkou MUDr. Therése Schwarzenbergovou. Tato událost se konala ve spolupráci s hlubockým Městským národním výborem a při té příležitosti bylo Karlu Schwarzenbergovi uděleno čestné občanství. Spolek byl zapsán do obchodního rejstříku 23. října 1991. Historický spolek Schwarzenberg je volné, nezávislé sdružení lidí, kteří se zajímají o Jižní Čechy z hlediska jejich hospodářského, kulturního a sociálního rozvoje. Sjednocuje pamětníky významných osob v dějinách, ale i ty, kteří byli po dlouhou dobu ovlivňováni zcela opačnými tendencemi výkladu dějin. Hlavními dvěma základními kameny, o které se spolek opírá, jsou humanitní ideály a demokracie. Spolek je vydavatelem časopisu Obnovená Tradice, který je zaměřen na historii Jižních Čech a Schwarzenberáků. Ema Majerová je redaktorkou a autorkou řady článků.
Ema Majerová je členkou Spolku Tří zemí – Česko-Německo-Rakousko, jehož cílem je udržovat dobré sousedské vztahy mezi občany Česka, Německa a Rakouska, jakož i mezi institucemi majícími sídlo v uvedených lokalitách.

### Dílo ( výběr)
- KOUBA, František. MAJEROVÁ, Ema. Každá vzpomínka potěší: k životnímu jubileu Karla Schwarzenberga. In: Obnovená tradice. České Budějovice : Stavounion, 1997, 7(16), s. 1-5.
- MAJEROVÁ, Ema. Brazilské umění se představí nejen na jihu Čech v několika etapách. In: Českobudějovické listy. České Budějovice : Vydavatelství Vltava, 2002, 11(123), s. 15.
- MAJEROVÁ, Ema. Ing. Jiří Neumann. In: Obnovená tradice. České Budějovice : Stavounion, 2007, 18(35), s. 55-56.
- MAJEROVÁ, Ema. Dny slávy na Hluboké. In: Obnovená tradice. České Budějovice : Stavounion, 2009, 20(39), s. 58-62.
- MAJEROVÁ, Ema. Výstava HS Schwarzenberg v českobudějovické vědecké knihovně. In: Obnovená tradice. České Budějovice : Stavounion, 2010, 21(41), s. 44-45.
- MAJEROVÁ, Ema. Obava o budoucnost šumavské přírody, obava o šumavské lesy, jako nenahraditelné složky krajinného prostředí s dopady dalece přesahujícími hranice národního parku a obava o základní demokratické principy nás přivedly k myšlence vytvořit Chartu Šumavy, kterou předkládáme široké veřejnosti. In: Obnovená tradice. České Budějovice : Stavounion, 2014, 25(49), s. 47-48.
- MAJEROVÁ, Ema. Kousek od Chýnova: je kdysi schwarzenberský hostinec, dnes restaurace a pension Pacovka. In: Obnovená tradice. České Budějovice : Stavounion, 2016, 27(54), s. 10-17.
- MAJEROVÁ, Ema. Ing. Ctirad Rakušan. In: Obnovená tradice. České Budějovice : Stavounion, 2017, 28(56), s. 47.
- GREGOROVÁ, Vanda, MAJEROVÁ, Ema. Distanční výuka a domácí cvičení. In: Obnovená tradice. České Budějovice : Stavounion, 2021, 32(63), s. 6-9.
- MAJEROVÁ, Ema. Ing. Václav Macar – 100 let od narození: zakládající člen a předseda HS Schwarzenberg v letech 1992 až 2004. In: Obnovená tradice. České Budějovice : Stavounion, 2021, 32(63), s. 22-23.
- BENEŠOVÁ, Helena, MAJEROVÁ, Ema. JUDr. Emil Hácha: rodák, člověk, prezident. Trhové Sviny: Kulturní a informační centrum města Trhové Sviny, 2022. 72 stran.